# Centro de Estudos de História do México Carso
O Centro de Estudos de História do México Carso (CEHM-Carso) é uma instituição cultural do México dedicada ao resgate, conservação e difusão de impressos e documentos da história mexicana, bem como à investigação sobre os mesmos. Pertencente à Fundação Carlos Slim, possui um acervo que vai desde o século XVI ao XX. Sua sede localiza-se em Chimalistac, na parte sul da Cidade de México. Foi um dos membros fundadores da Biblioteca Digital Mundial da Unesco, em 2009. Seu arquivo tem 700 fundos documentais, com perto de 2 milhões de páginas, sua biblioteca compõe-se de mais de 80 mil livros, dos quais 18 são incunábulos americanos

## História

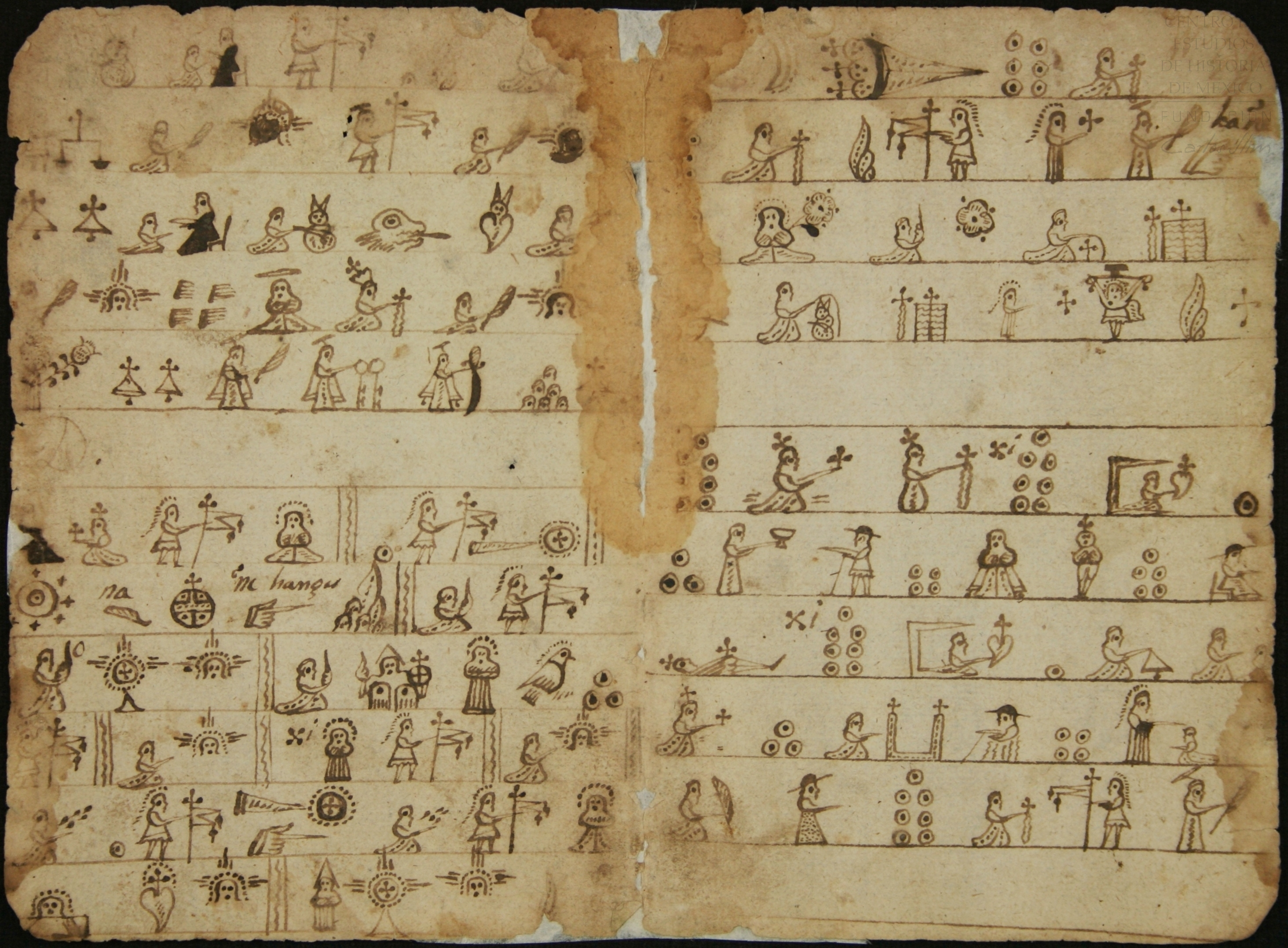
Catecismo Testeriano, c. 1524. Acervo do Centro de Estudos de História do México Carso

O centro foi fundado pela empresa Condutores Mexicanos (Condumex) com o fim de resgatar fundos bibliográficos e documentais de grande valor histórico que perder-se-iam por falta de conservação ou que seriam vendidos a bibliotecas e arquivos fora do México. Este primeiro centro foi inaugurado em 1965 por iniciativa de Ricardo García Sáinz, aconselhado pelo bibliófilo Luis Gutiérrez Cañedo. Sua primeira aquisição foi a coleção formada por este último, composta por 10 mil volumes principalmente do século XIX e proveniente de fundos como a Diocese de Guadalajara e correspondência de personagens envolvidos na Guerra da Independência do México. A partir da primeira coleção comprada inaugurou-se o Centro de Estudos de História do México em 19 de agosto de 1965 na sede da empresa na Industrial Vallejo, dividindo-se desde então entre arquivo e biblioteca.
Seu primeiro conselho de administração foi composto por Jesús Reyes Heroles, Ignacio Bernal, Silvio Zavala, Antonio Martínez Báez e Alfonso Noriega, entre outros. Em 1969 o centro teve sua primeira sede na Avenida Poente 739.
Não todos os fundos adquiridos pelo centro têm permanecido sob sua guarda. É o caso da carta da promulgação da Constituição Política dos Estados Unidos Mexicanos por Venustiano Carranza, assim como do Diário histórico de Carlos María de Bustamante, os quais foram entregues a suas autoridades e restituídos à nação.
Em 1976 recebeu as suas primeiras bolsistas, Josefina Moguel e María de Lourdes Martínez, provenientes da Faculdade de Filosofia e Letras da UNAM. Em 1977 tomou-se a decisão de transladar o centro a outra sede, localizada no bairro de Chimalistac, ao sul da Cidade do México.

### ACasona de Chimalistac
Os terrenos onde se assenta a Casona de Chimalistac, como se conhece o imóvel, provavelmente foram hortas e pomares do convento dos carmelitas descalços de San Ángel. Foi uma zona que muitas pessoas, tanto na Nova Espanha como no México independente, escolheram como um lugar de recreio e habitação. O terreno teve como limites o cemitério do templo dominicano de São Sebastião Mártir, o rio Magdalena ao sul, e o caminho real que ligou Coyoacán com San Ángel e o povoado de Chimalistac. Foi o lugar de inspiração de Federico Gamboa para a ambientação de sua novela Santa. Depois de passar por diferentes mãos e permanecer construído como um único imóvel, com o passar das décadas, foi comprado em 1938 por Elizabeth Bredeé e Federico Tamm. Em 1979 a Condumex comprou a casa de Bredeé, que procurava um comprador que desejasse manter íntegra a Casona de Chimalistac, com o fim de alojar o CEHM Condumex. A ampliação e adequação dos espaços correu a cargo de José de Yturbe.

## Bibliotecas
O fundo da biblioteca está constituído por mais de 80 mil volumes. Algumas de suas coleções especiais são:
- Biblioteca Ernesto da Peña: conformada pelo acervo bibliográfico do dito pesquisador, que se caracterizou por ser poliglota e conhecer cerca de 30 línguas, pelo que este acervo possui exemplos em muitas delas.[6]
- Biblioteca Espiritista de Madero
- Biblioteca Vicerreinol
- Biblioteca Pagliai
- Biblioteca Poblana

### Incunábulos americanos
Os denominados incunábulos americanos são aqueles textos impressos a partir da chegada da imprensa aos territórios americanos que, no caso do México, foi em 1534. No CEHM a coleção destes textos soma 18 exemplares.